# Зовнішня позика
Зо́внішня по́зика — це кредит, отриманий від іноземних кредиторів (наданий закордонним позичальникам), здійснення якого обумовлено появою кредитних відносин між державами, установами, банками, міжнародними корпораціями. Являє собою передачу позикодавцем позичальникові певної суми коштів (або товарних послуг на цю суму) на строк, після закінчення якого позичальник зобов'язується повернути кредиторові з відсотками взяту суму.
Державні зовнішні позики можуть розміщатися або з доручення держави приватними банківськими синдикатами (за умови виплати їм комісійних), або безпосередньо одною державою іншій (безоблігаційні позики). Приватні зовнішні позики реалізуються у формі експортних кредитів, банківських кредитів і ін.
Розрізняють також іноземні позики, отримані на ринку капіталів однієї країни в її національній валюті; євро-валютні позики, отримані на ринках капіталів декількох країн або на ринку однієї країни, але в іноземній для цієї країни валюті; іноді позики надаються у валюті країни-боржника. По строках зовнішні позики діляться на короткострокові, середньострокові й довгострокові. Залежно від ставок і режиму виплати по них відсотків різняться пільгові позики й позики на комерційних умовах.